# 玉帕新
玉帕新（1980年—），布朗族，中华人民共和国政治人物、第十一届全国政协委员。
担任云南省西双版纳州勐海县档案局局长。2008年，当选第十一届全国政协委员，代表少数民族界，分入第五十组。